# العلاقات الجنوب إفريقية القرغيزستانية
العلاقات الجنوب أفريقية القيرغيزستانية هي العلاقات الثنائية التي تجمع بين جنوب أفريقيا وقيرغيزستان.

## مقارنة بين البلدين
هذه مقارنة عامة ومرجعية للدولتين:
| وجه المقارنة                                              | جنوب أفريقيا | قيرغيزستان                      |
| --------------------------------------------------------- | --- | ------------------------------- |
| المساحة (كم2)                                             | 1.22 مليون | 199.95 ألف                      |
| عدد السكان (نسمة)                                         | 57.73 مليون | 6.20 مليون                      |
| الكثافة السكانية (ن./كم²)                                 | 47.32 | 31.01                           |
| العاصمة                                                   | بريتوريا، بلومفونتين، كيب تاون | بيشكك                           |
| اللغة الرسمية                                             | لغة إنجليزية، اللغة الأفريقانية، اللغة النديبلي الجنوبية، اللغة السوثو الشمالية، اللغة السوتية، لغة سوازي، اللغة التسونجا، اللغة التسوانية، اللغة الفيندية، اللغة الكوسية، اللغة الزولوية | اللغة الروسية، اللغة القيرغيزية |
| العملة                                                    | راند جنوب أفريقي | سوم قيرغيزستاني                 |
| الناتج المحلي الإجمالي (بليون دولار)                      | 349.42 مليار | 7.56 مليار                      |
| الناتج المحلي الإجمالي (تعادل القوة الشرائية) بليون دولار | 725.91 مليار | 20.45 مليار                     |
| الناتج المحلي الإجمالي الاسمي للفرد دولار أمريكي          | 5.72 ألف | 1.10 ألف                        |
| الناتج المحلي الإجمالي للفرد دولار أمريكي                 | 13.05 ألف |                                 |
| مؤشر التنمية البشرية                                      | 0.666 | 0.655                           |
| رمز المكالمات الدولي                                      | +27 | +996                            |
| رمز الإنترنت                                              | .za | .kg                             |
| المنطقة الزمنية                                           | ت ع م+02:00، أفريقيا/جوهانسبرغ ‏ | ت ع م+06:00                     |

## منظمات دولية مشتركة
يشترك البلدان في عضوية مجموعة من المنظمات الدولية، منها:
| علم المنظمة | اسم المنظمة                                                | تاريخ انضمام جنوب أفريقيا | تاريخ انضمام قيرغيزستان |
| ----------- | ---------------------------------------------------------- | ------------------------- | ----------------------- |
|             | مؤسسة التنمية الدولية                                      | 12 أكتوبر 1960            | 24 سبتمبر 1992          |
|             | يونسكو                                                     | 4 نوفمبر 1946             | 2 يونيو 1992            |
|             | وكالة ضمان الاستثمار متعدد الأطراف                         | 10 مارس 1994              | 21 سبتمبر 1993          |
|             | الأمم المتحدة                                              | 7 نوفمبر 1945             | 2 مارس 1992             |
|             | العملية المشتركة للاتحاد الأفريقي والأمم المتحدة في دارفور | ?                         | ?                       |
|             | الاتحاد البريدي العالمي                                    | ?                         | ?                       |
|             | البنك الدولي للإنشاء والتعمير                              | 27 ديسمبر 1945            | 18 سبتمبر 1992          |
|             | الاتحاد الدولي للاتصالات                                   | 1910                      | 20 يناير 1994           |
|             | منظمة حظر الأسلحة الكيميائية                               | ?                         | ?                       |
|             | مؤسسة التمويل الدولية                                      | 3 أبريل 1957              | 11 فبراير 1993          |
|             | منظمة التجارة العالمية                                     | 1995                      | ?                       |
|             | منظمة الشرطة الجنائية الدولية                              | ?                         | ?                       |

## وصلات خارجية
- موقع وزارة الخارجية الجنوب أفريقية
- موقع وزارة الخارجية القيرغيزستانية